# Мичи, Сирил
Сирил Джеймс Мичи (англ. Cyril James Michie; 20 августа 1900, Данапур — 10 ноября 1966, Хампстед, Большой Лондон) — индийский хоккеист на траве, вратарь. Олимпийский чемпион 1936 года.

## Биография
Сирил Мичи родился 20 августа 1900 года в городе Данапур в Британской Индии (сейчас в Индии).
Играл в хоккей на траве за Бенгалию.
В 1936 году вошёл в состав сборной Индии по хоккею на траве на летних Олимпийских играх в Берлине и завоевал золотую медаль. Играл на позиции вратаря, провёл 1 матч, мячей не пропускал.
Умер 10 ноября 1966 года в пригороде Хампстед британского города Лондон.